# Список альбомов № 1 в США в 2023 году (Billboard)

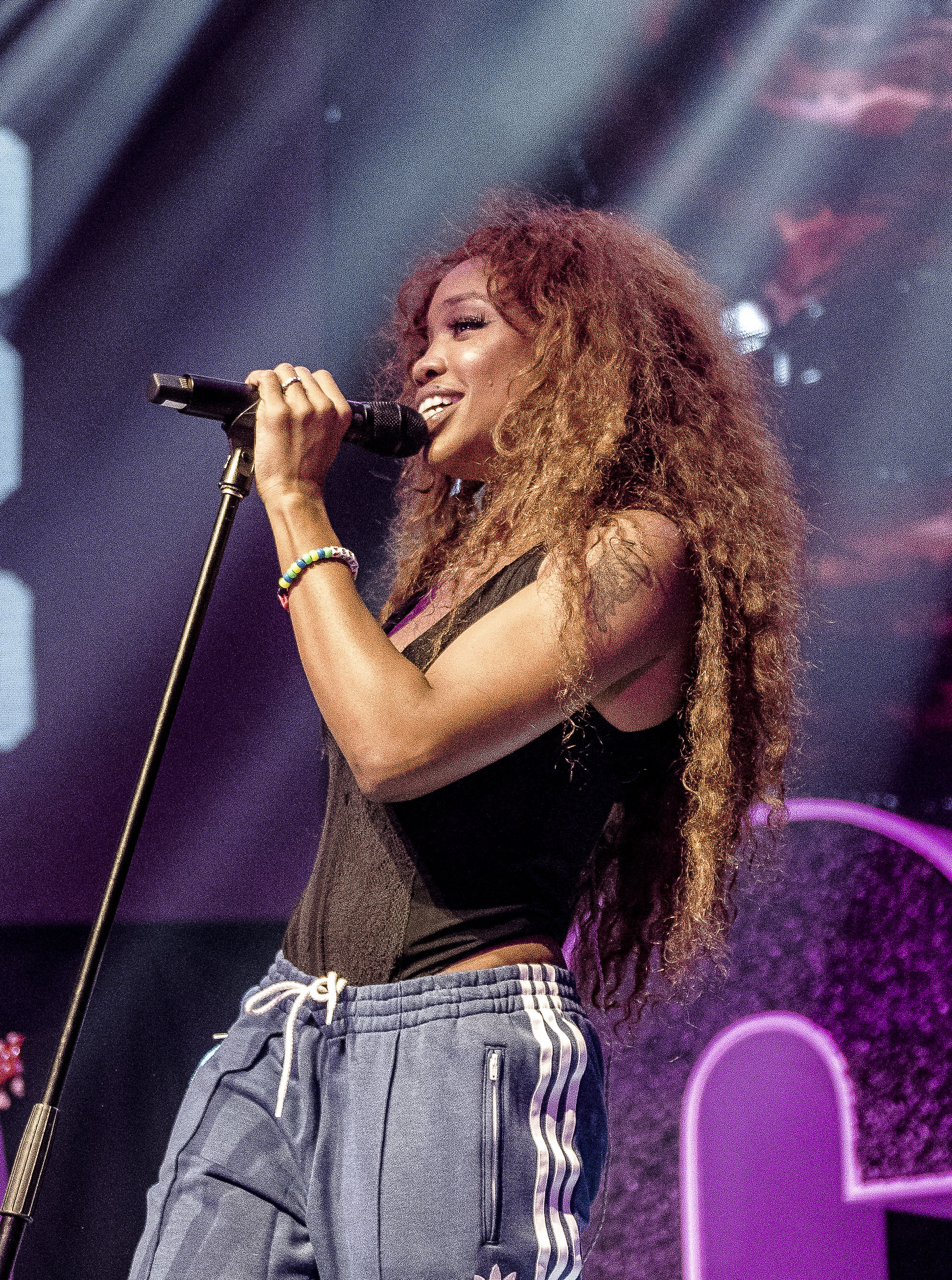
Американская певица SZA возглавила хит-парад с альбомом SOS.

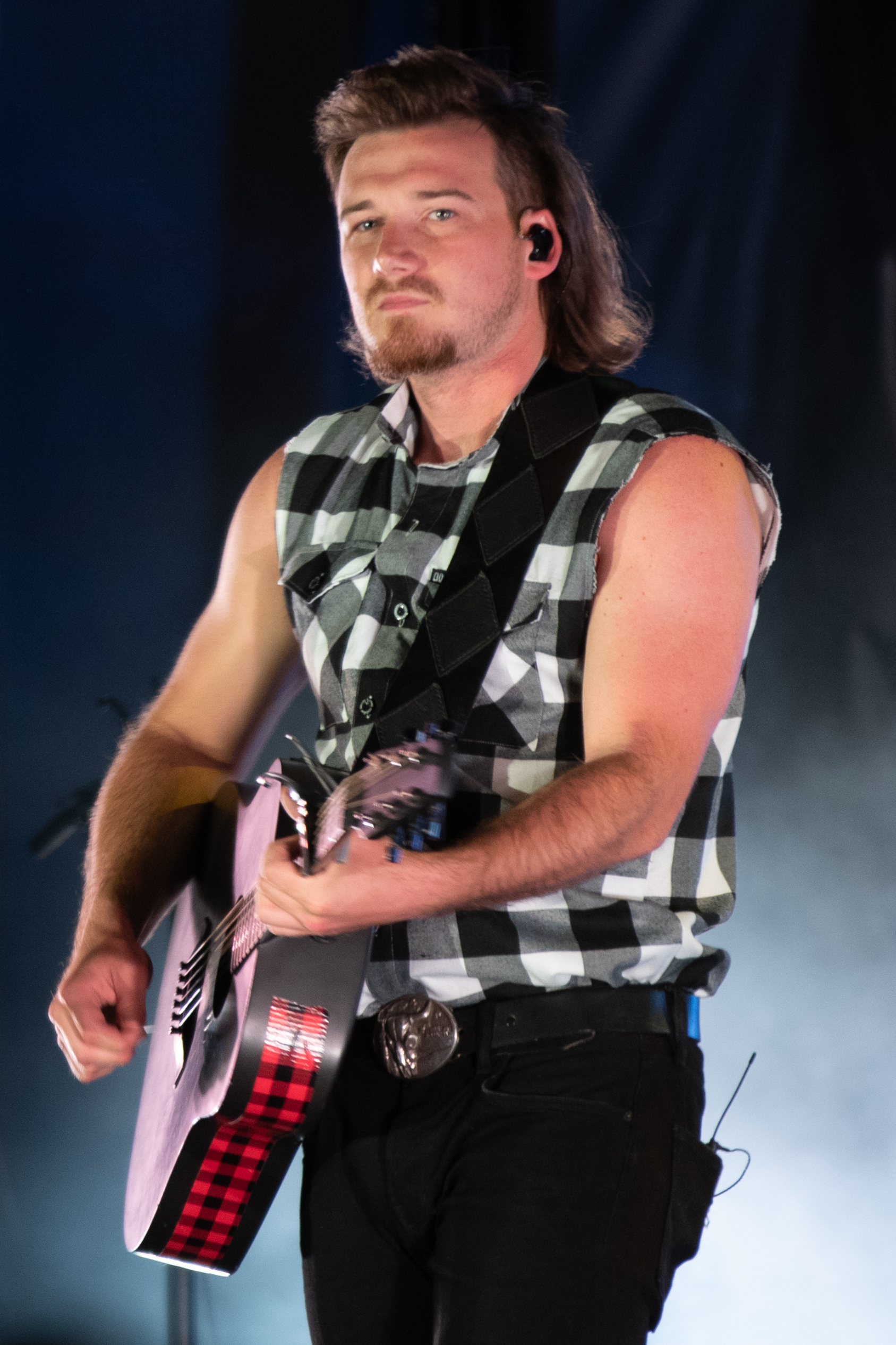
Кантри-музыкант Морган Уоллен лидировал со своим альбомом One Thing at a Time.

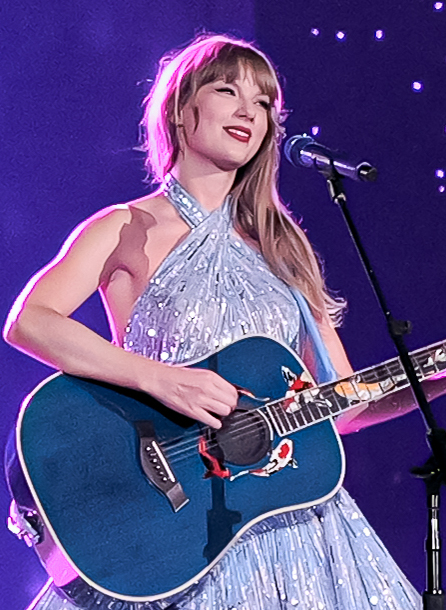
Третий перезаписанный альбом Тейлор Свифт Speak Now (Taylor’s Version) дебютировал с самой большой дебютной неделей продаж в 2023 году, а затем четвёртый — 1989 (Taylor’s Version) — превысил и этот показатель с рекордом чарта за последние 8 лет.

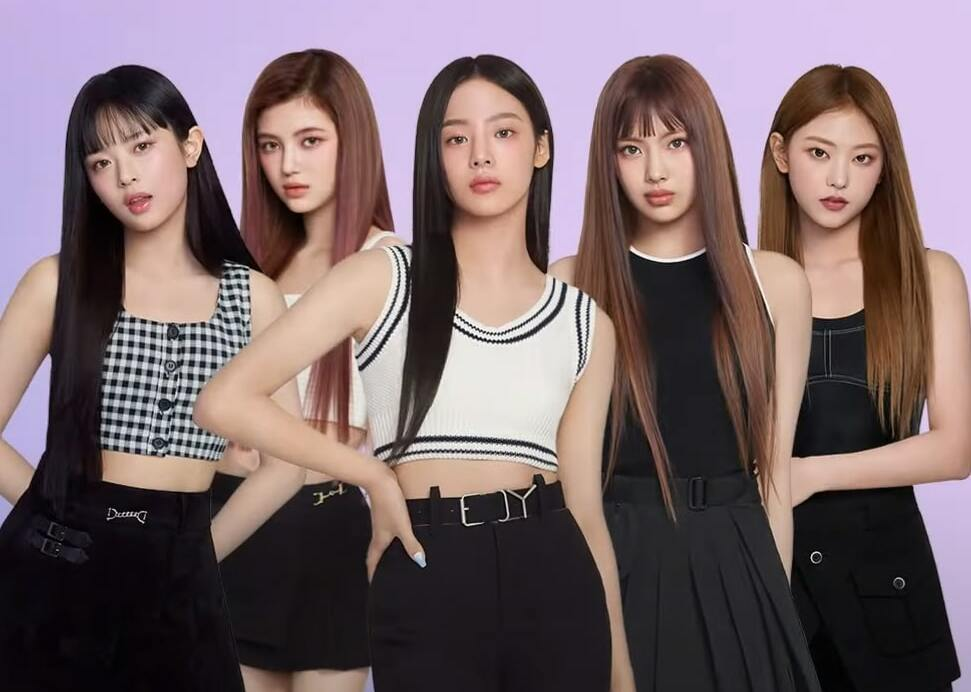
Южнокорейская гёрл-группа NewJeans впервые лидировала с мини-альбомом Get Up.

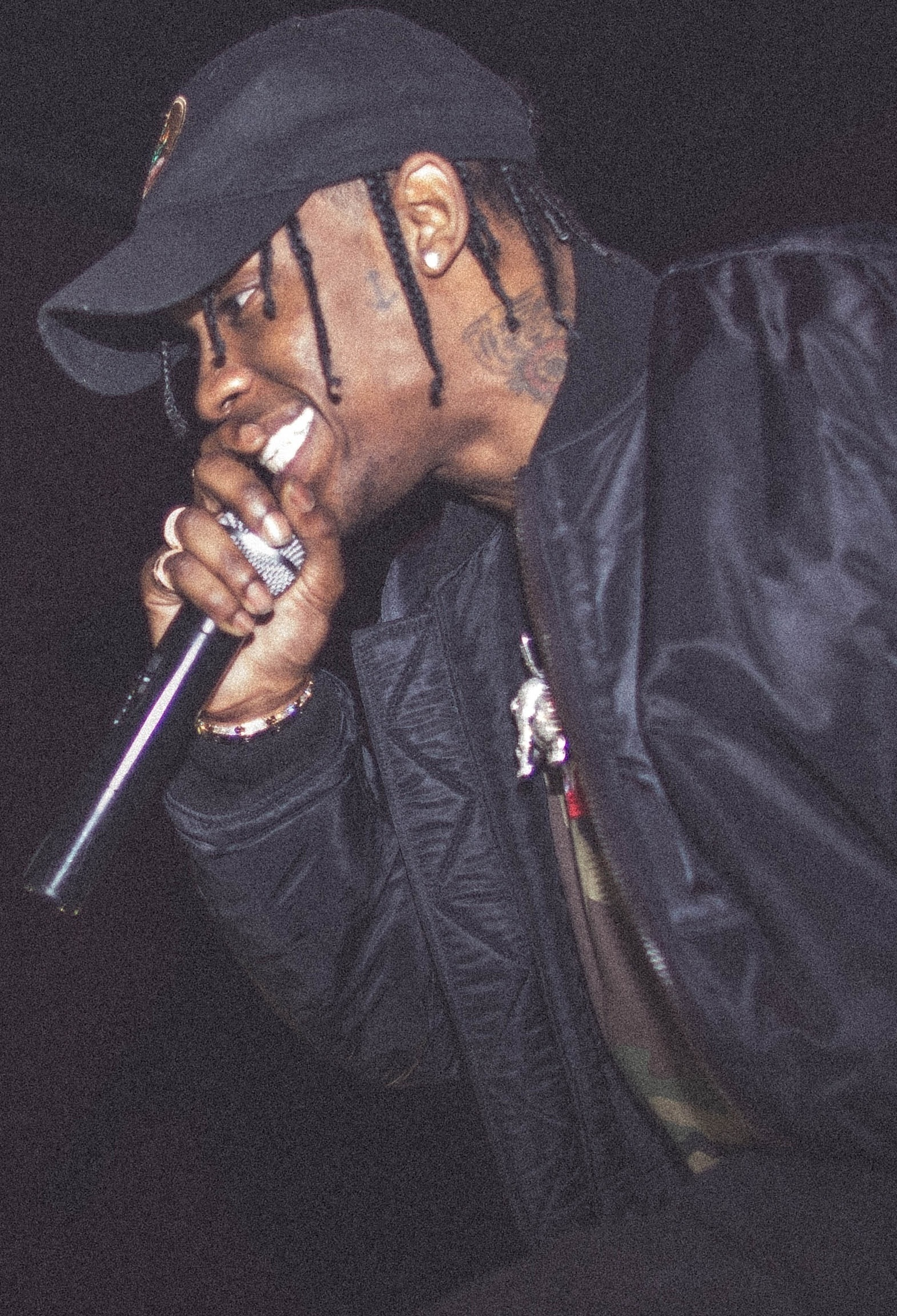
Американский рэпер Трэвис Скотт возглавил хит-парад с альбомом Utopia.

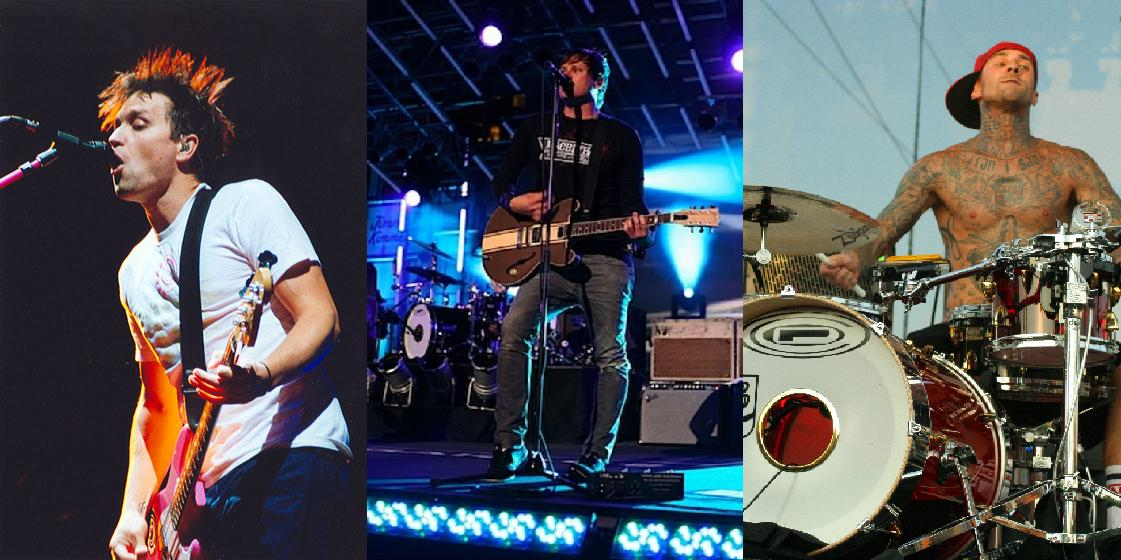
Американская рок-группа Blink-182 лидировала с диском One More Time.

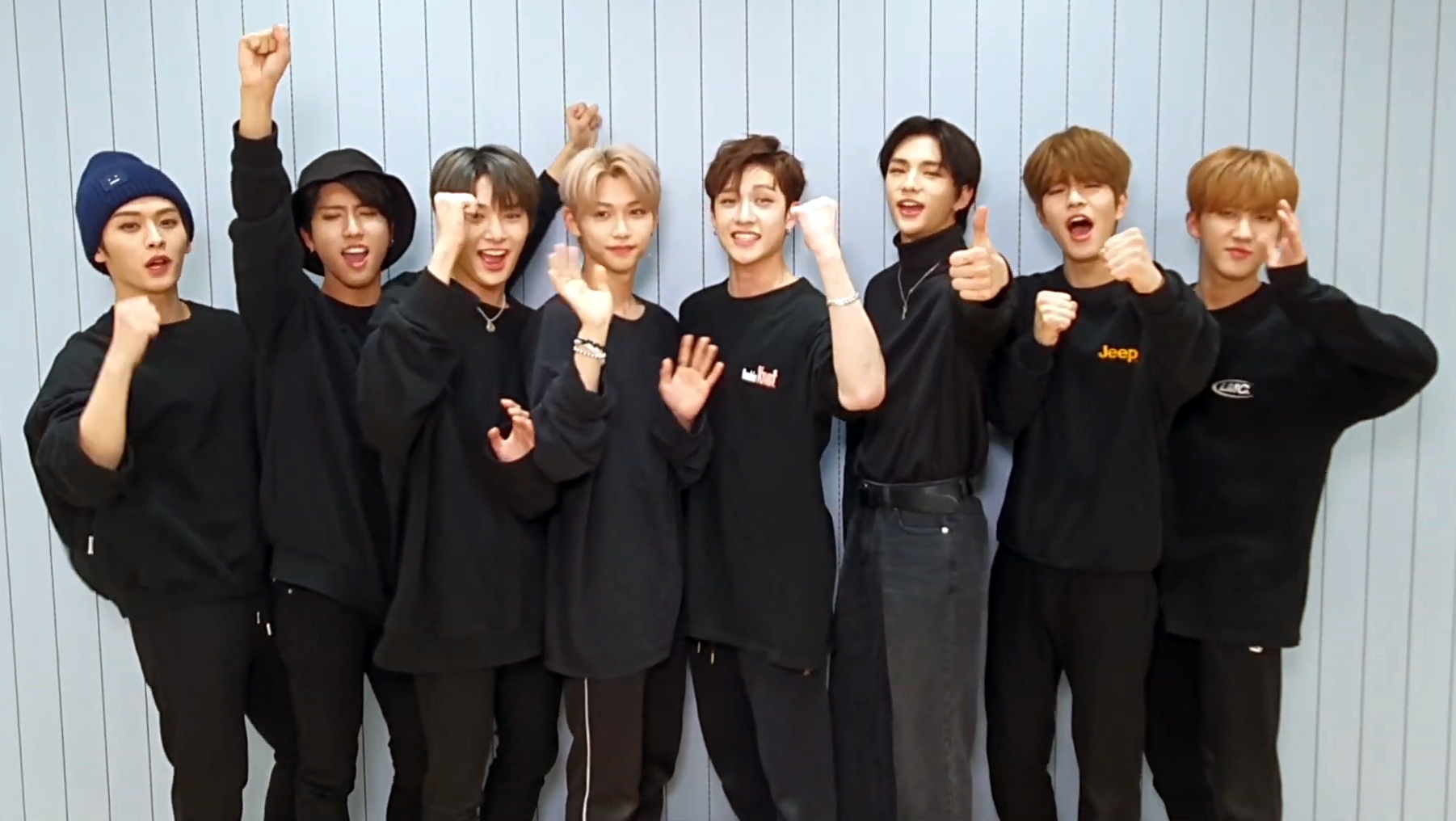
Группа Stray Kids (Южная Корея) лидировала с двумя альбомами, 5-Star (в июне) и Rock-Star (в ноябре).

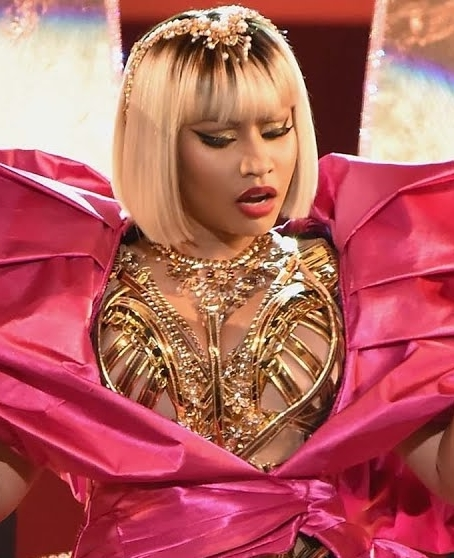
Ники Минаж с альбомом Pink Friday 2 стала первой женщиной-рэпером за пять лет, с 2018 года, которая возглавила чарт.

Список альбомов № 1 в США в 2023 году (#1 2023 Billboard 200) включает альбомы, возглавлявшие главный хит-парад Северной Америки каждую из 52 недель 2023 года по данным старейшего музыкального журнала США Billboard (данные становятся известны заранее, так как публикуются в сети на неделю вперёд) и службы Luminate.

## История
- 7 января на первом месте третью в сумме неделю находился альбом SOS американской певицы SZA (Солана Имани Роуэ), её 1-й чарттоппер[3]. 4 февраля его лидерство продлилось до 7 недель подряд в Billboard 200 и R&B/hip-hop album. На 2-м месте оставался бывший номер один альбом Тейлор Свифт Midnights, это его 14-я неделя в двойке лидеров (№ 1 и № 2). Последним женским альбомом, который провёл первые 14 недель в топ-2, был альбом Свифт 1989, который первые 15 недель находился в двойке лидеров (15 ноября 2014 года — 21 февраля 2015 года)[4]. К чарту от 4 марта включительно SOS провёл на вершине 10 недель — последний женский альбом, сделавший данное достижение до неё — 25 от Адели[5].
- 11 февраля хит-парад возглавил мини-альбом The Name Chapter: Temptation южнокорейского бой-бэнда Tomorrow X Together, их первый чарттоппер (он в основном на корейском и частично на английском языках). Это 17-й за всю историю в основном неанглоязычный альбом и 10-й в основном корейскоязычный, побывавшие на первом месте чарта (6 дисков было от группы BTS, 2 от Stray Kids, 1 от SuperM и 1 от Tomorrow X Together)[6].
- 11 марта хит-парад возглавил альбом Mañana Será Bonito колумбийской певицы Кароль Джи (первый её чарттоппер). Он стал первым полностью испаноязычным альбомом женщины, который достиг первого места в основном американском хит-параде Billboard 200, и третьим в общем зачёте после альбомов Бэд Банни El Último Tour Del Mundo (2020) и Un Verano Sin Ti (2022)[7].
- 18 марта на первом месте дебютировал альбом One Thing at a Time кантри-певца Моргана Уоллена с тиражом 501,000 альбомных эквивалентов, включая 111,500 чистых продаж (87,500 в цифре и 24,000 на двойном компакт-диске, double-CD). Это второй подряд чарттоппер Уоллена, крупнейшая неделя продаж 2023 года на этот момент, и крупнейшая неделя продаж для кантри-альбома с ноября 2021 года после Red (Taylor’s Version) певицы Тейлор Свифт. Все 36 треков альбома Уоллена набрали 498,28 млн on-demand-стримов — отметив пятую самую большую неделю потокового вещания в истории для любого альбома и самую большую неделю для альбома в стиле кантри[8].
- 1 апреля третью неделю лидировал кантри-альбом One Thing at a Time, а в десятке лучших на № 5 дебютировал альбом Songs of Surrender ирландской U2. Благодаря этому она стала 4-й группой в истории, кому удалось пять десятилетий подряд (1980, ‘90, 2000, ‘10 и ‘20) со своими новыми дисками попадать в Топ-10 впервые после AC/DC, Def Leppard и Metallica[9]. Ещё один рекорд установила Тейлор Свифт: сразу 7 её альбомов находились в Топ-40. При жизни такого не было ни у кого в истории хит-парада (единственный подобный случай и также 7 альбомов в Топ-40 был 17 марта 2012 года у Уитни Хьюстон, но уже после её смерти)[10][a][11].
- 6 мая восьмую неделю лидировал кантри-альбом One Thing at a Time, а на третьем месте дебютировал концертный акустический альбом Folklore: The Long Pond Studio Sessions Тейлор Свифт (эксклюзивно на виниле; по фильму 2020 года). Это её 14-й альбом в Топ-10. Кроме того, с дебютом Long Pond Свифт впервые имеет три альбома в топ-10 одновременно, поскольку бывшие № 1 Midnights и Lover занимают 4 и 10 места соответственно. Последним исполнителем, у которого в топ-10 одновременно было не менее трёх альбомов, был Принс в 2016 году, после его смерти. В том году было две недели, когда Принс как минимум три недели находился в топ-10: чарт от 14 мая (с пятью названиями на № 2, 3, 4, 5 и 7) и чарт от 7 мая (три названия на № 1, 2 и 6). До Принса у Led Zeppelin было три альбома в топ-10 в чарте от 21 июня 2014 года, когда переиздания альбома с собственным названием, Led Zeppelin II и Led Zeppelin III вновь вошли в чарт под номерами 7, 9 и 10 соответственно после выхода расширенных делюксовых изданий альбомов[12]. Новый рекорд 6 мая установила Тейлор Свифт: сразу 8 её альбомов находились в Топ-40[b], а также впервые девять в Топ-50[14].
- 20 мая десятую неделю лидировал кантри-альбом One Thing at a Time, повторив 10-недельное лидерство своего же прошлого альбома Dangerous: The Double Album. «Два по 10+» это первый рекордный случай для кантри-музыканта, 9-й для всех в целом, после Beatles, Элвиса Пресли (по 4 раза); Уитни Хьюстон, The Kingston Trio (по 3 раза); Адель, Генри Манчини, The Monkees и Тейлор Свифт (по 2 раза). На втором месте дебютировал альбом - Эда Ширана[15]. Другой рекорд установила Тейлор Свифт: все её 10 студийных альбомов вошли в Топ-200[16][c].
- 27 мая 11-ю неделю подряд лидировал кантри-альбом One Thing at a Time, что стало рекордом за последние четверть века и впервые после саундтрека фильма Titanic (в 1998 году он лидировал 16 недель подряд). One Thing at a Time — первый альбом любого жанра, который провёл первые 11 недель на первом месте с тех пор, как в 1987 году альбом Уитни Хьюстон Whitney также лидировал в течение первых 11 недель (всего был на первом месте). Единственный другой альбом, который провёл как минимум 11 первых недель на первом месте, — это Songs in the Key of Life Стиви Уандера, который провёл первые 13 недель на первом месте (из 14 недель на первом месте) в конце 1976 и начале 1977 года[17].
- 10 июня альбом Midnights (2022) певицы Тейлор Свифт вернулся на первое место (№ 3 → № 1) благодаря делюксовым переизданиям (The Til Dawn Edition, The Late Night Edition) и лидировал 6-ю в сумме неделю (дебют на первом месте был в ноябре 2022 года). Тираж составил 282000 эквивалентных единиц, включая 196000 копий продаж (рост 1529 %), 80000 SEA-единиц (или 107,6 млн стрим-потоков песен). В Топ-10 впервые за десятилетие присутствуют сразу пять кантри-альбомов: One Thing at a Time (№ 2) и Dangerous (5) Уоллена, Gettin’ Old (7) Люка Комбса, American Heartbreak (9) Зака Брайана и Religiously (10) Бейли Циммермана. Это кантри-доминирование произошло впервые после 5 октября 2013 года: Off the Beaten Path (№ 2, Джастин Мур), A.M. (3, Крис Янг), Crash My Party (4, Люк Брайан), Fuse (8, Кит Урбан) и We Are Tonight (10, Билли Каррингтон)[18][d].
- 8 июля 15-ю неделю лидировал кантри-альбом One Thing at a Time. Также он 17 недель подряд имел тираж более 100 тысяч единиц, что стало рекордом за всё время подсчётов Billboard 200 через эквивалентные альбомные единицы (введено с декабря 2014 года)[20].
- 22 июля на первом месте дебютировал альбом Speak Now (Taylor’s Version) певицы Тейлор Свифт с крупнейшим тиражом 2023 года. Это её 12-й чарттоппер, рекорд среди женщин, так как она опередила Барбру Стрейзанд, сравнялась с Дрейком и уступая только The Beatles (19) и Jay-Z (14). По данным компании Luminate, за неделю, завершившуюся 13 июля, альбом Speak Now (Taylor’s Version) разошёлся в США тиражом 716 000 эквивалентных единиц, из которых 507 000 приходится на традиционные продажи альбомов (включая 268,500 на виниле). Оба показателя — это самая большая неделя для любого альбома в 2023 году и лучшая с момента дебюта последнего студийного альбома Свифт Midnights, который в прошлом году разошёлся тиражом 1,58 млн единиц, из которых 1,14 млн пришлось на продажи альбомов. Свифт — единственная женщина, у которой пять лет подряд выходят новые альбомы № 1 (2019—2023) и лишь четвёртый исполнитель с таким+ показателем после The Beatles (семь лет, 1964—70), Дрейка (пять лет, 2015-19), Jay-Z (пять лет, 2000—04) и Пола Маккартни (пять лет, 1973—77)[21]. У Тейлор Свифт сразу четыре из 10 лучших альбомов в чарте Billboard 200 и это первый подобный результат, достигнутый ныне живущим артистом за последние почти 60 лет. К альбому Speak Now (Taylor’s Version) присоединились её бывшие чарттопперы Midnights (№ 5), Lover (№ 7) и Folklore (№ 10). Она стала первой из ныне живущих музыкантов, чьи четыре альбома одновременно попали в первую десятку со времён чарта от 2 апреля 1966 года, когда Херб Алперт также имел четыре альбома в первой десятке (Going Places — № 2, Whipped Cream & Other Delights — № 3, South of the Border — № 9 и The Lonely Bull — № 10)[22][e]. 29 июля Свифт повторила этот рекорд с 4 своими альбомами в Топ-10: Speak Now (Taylor’s Version) (№ 1), Midnights (№ 5), Lover (№ 7) и Folklore (№ 10). Одновременно, альбом One Thing at a Time (вторую неделю на № 2 в чарте) Моргана Уоллена 20-ю неделю подряд (рекорд чарта) имеет тираж более 100 тыс. эквивалентных единиц, чего не было с начала учёта эквивалентных единиц в 2014 года[23][24]. Во вторую неделю лидерства Speak Now (Taylor’s Version) Свифт увеличила женский рекорд Guinness World Records до 63 недель на первом месте в сумме всех её альбомов[25][26].
- 5 августа на первом месте дебютировал мини-альбом Get Up южнокорейской гёрл-группы NewJeans (их первый чарттоппер). Как и многие K-pop релизы 99 % тиража из 101500 продаж альбома (из суммарных 126500 эквивалентных единиц) вышло на физических носителях CD (три основных версии, доступные в 14 вариантах, с разными обложками и упаковками, индивидуально подобранными для разных участников группы, и все с набором фирменной атрибутики, включая фотокниги, сборники текстов и фотокарточки). Корейский квинтет стал второй женской группой, достигшей первого места в Billboard 200 менее чем за год, после альбома Born Pink группы Blackpink в сентябре прошлого года. Это единственные два альбома женских групп, достигшие первого места за последние 15 лет. (До Blackpink последней женской группой, возглавлявшей рейтинг, была Danity Kane[англ.] с альбомом Welcome to the Dollhouse в апреле 2008 года). Это 20-й по счету альбом на неанглоязычных языках, попавший на первое место, и четвёртый в 2023 году, после альбома 5-Star группы Stray Kids (одна неделя на первом месте, чарт 17 июня), Mañana Será Bonito певицы Кароль Джи (одна неделя, 11 марта) и The Name Chapter: Temptation группы Tomorrow X Together (одна неделя, 11 февраля)[27].
- 23 сентября на первом месте дебютировал альбом Guts американской певицы Оливии Родриго с тиражом 302000 эквивалентных единиц, включая 150000 чистых продаж альбома (в том числе, 94000 на виниле). Дебютировав на первом месте Billboard 200 с альбомами Sour и Guts, Родриго стала первой исполнительницей, которая за последние девять лет заняла первое место в чарте с двумя первыми дисками. Последней женщиной, дебютировавшей на первом месте с двумя первыми альбомами, была Ариана Гранде: Yours Truly в 2013 году и My Everything в 2014 году[28].
- 21 октября на первом месте дебютировал альбом For All the Dogs канадского рэпера Дрейк. Став 13-м альбомом № 1 в Billboard 200, Дрейк вырвался из ничьей со Свифт и стал третьим по количеству альбомов номер один в чарте. Рекордсменами остаются «Битлз» — 19 альбомов № 1, Jay-Z — 14, Дрейк — 13 и Свифт — 12[29].
- 4 ноября на первом месте дебютировал альбом One More Time американской панк-рок-группы Blink-182, их третий чарттоппер. А на третьем месте стартовал новый альбом Hackney Diamonds британской группы The Rolling Stones, которая тем самым увеличила свой же и общий рекорд чарта — это их 38-й альбом в Топ-10[30].
- 11 ноября на первом месте дебютировал альбом 1989 (Taylor’s Version) певицы Тейлор Свифт с крупнейшей неделей продаж за последние восемь лет (после 25 Адели, 2015). Тираж составил 1,653 млн альбомных эквивалентов, в том числе 1,359 млн продаж альбома (693 000 на виниле, 554 000 на компакт-дисках), 288 000 потоков SEA-единиц (или 375,49 млн on-demand стрим-потоков её 21 песни) и 6000 TEA-единиц. Это её 13-й чарттоппер, рекорд для женщин с 1956 года и уступает только The Beatles (19) и Jay-Z (14)[31].
- 25 ноября на первом месте дебютировал альбом Rock-Star южнокорейской группы Stray Kids, четвёртый их чарттоппер после 5-Star (в июне 2023 года[32]), Maxident и Oddinary (в апреле и октябре 2022 года). Тираж нового альбома составил 224 тыс. единиц, из которых 98 % это компакт-диски (CD) в 11 разных вариантах оформления. Все четыре альбома Stray Kids дебютировали на первом месте в чарте Billboard 200, поэтому группа стала первыми со времен Алишии Киз, чьи первые четыре альбома дебютировали на первом месте в чарте в 2001—07 годах. Она дебютировала на первом месте с альбомами Songs in A Minor (2001), The Diary of Alicia Keys (2003), концертным сетом Unplugged (2005) и As I Am (2007), то есть это произошло всего за 20 месяцев, и это самый быстрый показатель по количеству четырёх номеров один с тех пор, как Тейлор Свифт с августа 2020 года по ноябрь 2021 года завоевала четыре лидерства за чуть менее чем 16 месяцев, выпустив альбомы Folklore, Evermore, Fearless (Taylor’s Version) и Red (Taylor’s Version). Поскольку альбом Rock-Star написан преимущественно на корейском языке, он стал 22-м по счету альбомом на неанглоязычных языках, попавшим на первое место, и шестым в 2023 году. Остальные пять — это Nadie Sabe Lo Que Va a Pasar Mañana (Бэд Банни), Get Up (NewJeans), 5-Star (Stray Kids), Mañana Será Bonito (Кароль Джи) и The Name Chapter: Temptation (Tomorrow X Together)[33].
- 23 декабря на первом месте дебютировал альбом Pink Friday 2 американской рэперши Nicki Minaj, её третий чарттоппер (рекорд среди женщин в жанре рэп) и седьмой в топ-10. Ранее она лидировала с дисками Pink Friday: Roman Reloaded в 2012 году и с её дебютным студийником Pink Friday в 2011 году[34].

### Список альбомов № 1
| Дата        | Альбом № 1 недели                   | Исполнитель         | Ссылки          |
| ----------- | ----------------------------------- | ------------------- | --------------- |
| 7 января    | SOS                                 | SZA                 | [ 3 ] [ 35 ]    |
| 14 января   | SOS                                 | SZA                 | [ 36 ] [ 37 ]   |
| 21 января   | SOS                                 | SZA                 | [ 38 ] [ 39 ]   |
| 28 января   | SOS                                 | SZA                 | [ 19 ] [ 40 ]   |
| 4 февраля   | SOS                                 | SZA                 | [ 4 ] [ 41 ]    |
| 11 февраля  | The Name Chapter: Temptation        | Tomorrow X Together | [ 6 ] [ 42 ]    |
| 18 февраля  | SOS                                 | SZA                 | [ 43 ] [ 44 ]   |
| 25 февраля  | SOS                                 | SZA                 | [ 45 ] [ 46 ]   |
| 4 марта     | SOS                                 | SZA                 | [ 5 ] [ 47 ]    |
| 11 марта    | Mañana Será Bonito                  | Кароль Джи          | [ 7 ] [ 48 ]    |
| 18 марта    | One Thing at a Time                 | Морган Уоллен       | [ 8 ] [ 49 ]    |
| 25 марта    | One Thing at a Time                 | Морган Уоллен       | [ 50 ] [ 51 ]   |
| 1 апреля    | One Thing at a Time                 | Морган Уоллен       | [ 9 ] [ 52 ]    |
| 8 апреля    | One Thing at a Time                 | Морган Уоллен       | [ 53 ] [ 54 ]   |
| 15 апреля   | One Thing at a Time                 | Морган Уоллен       | [ 55 ] [ 56 ]   |
| 22 апреля   | One Thing at a Time                 | Морган Уоллен       | [ 57 ] [ 58 ]   |
| 29 апреля   | One Thing at a Time                 | Морган Уоллен       | [ 59 ] [ 60 ]   |
| 6 мая       | One Thing at a Time                 | Морган Уоллен       | [ 12 ] [ 13 ]   |
| 13 мая      | One Thing at a Time                 | Морган Уоллен       | [ 61 ] [ 62 ]   |
| 20 мая      | One Thing at a Time                 | Морган Уоллен       | [ 15 ] [ 63 ]   |
| 27 мая      | One Thing at a Time                 | Морган Уоллен       | [ 17 ] [ 64 ]   |
| 3 июня      | One Thing at a Time                 | Морган Уоллен       | [ 65 ] [ 66 ]   |
| 10 июня     | Midnights                           | Тейлор Свифт        | [ 18 ] [ 67 ]   |
| 17 июня     | 5-Star                              | Stray Kids          | [ 32 ] [ 68 ]   |
| 24 июня     | One Thing at a Time                 | Морган Уоллен       | [ 69 ] [ 70 ]   |
| 1 июля      | One Thing at a Time                 | Морган Уоллен       | [ 71 ] [ 72 ]   |
| 8 июля      | One Thing at a Time                 | Морган Уоллен       | [ 20 ] [ 73 ]   |
| 15 июля     | Pink Tape                           | Lil Uzi Vert        | [ 74 ] [ 75 ]   |
| 22 июля     | Speak Now (Taylor’s Version)        | Тейлор Свифт        | [ 21 ]          |
| 29 июля     | Speak Now (Taylor’s Version)        | Тейлор Свифт        | [ 23 ]          |
| 5 августа   | Get Up                              | NewJeans            | [ 27 ] [ 76 ]   |
| 12 августа  | Utopia                              | Трэвис Скотт        | [ 77 ] [ 78 ]   |
| 19 августа  | Utopia                              | Трэвис Скотт        | [ 79 ] [ 80 ]   |
| 26 августа  | Utopia                              | Трэвис Скотт        | [ 81 ] [ 82 ]   |
| 2 сентября  | Utopia                              | Трэвис Скотт        | [ 83 ] [ 84 ]   |
| 9 сентября  | Zach Bryan                          | Зак Брайан          | [ 85 ] [ 86 ]   |
| 16 сентября | Zach Bryan                          | Зак Брайан          | [ 87 ] [ 88 ]   |
| 23 сентября | Guts                                | Оливия Родриго      | [ 28 ] [ 89 ]   |
| 30 сентября | Nostalgia                           | Rod Wave            | [ 90 ] [ 91 ]   |
| 7 октября   | Nostalgia                           | Rod Wave            | [ 92 ] [ 93 ]   |
| 14 октября  | One Thing at a Time                 | Морган Уоллен       | [ 94 ] [ 95 ]   |
| 21 октября  | For All the Dogs                    | Дрейк               | [ 29 ] [ 96 ]   |
| 28 октября  | Nadie Sabe Lo Que Va a Pasar Mañana | Бэд Банни           | [ 97 ] [ 98 ]   |
| 4 ноября    | One More Time                       | Blink-182           | [ 30 ] [ 99 ]   |
| 11 ноября   | 1989 (Taylor’s Version)             | Тейлор Свифт        | [ 31 ] [ 100 ]  |
| 18 ноября   | 1989 (Taylor’s Version)             | Тейлор Свифт        | [ 101 ] [ 102 ] |
| 25 ноября   | Rock-Star                           | Stray Kids          | [ 33 ] [ 103 ]  |
| 2 декабря   | For All the Dogs                    | Дрейк               | [ 104 ] [ 105 ] |
| 9 декабря   | 1989 (Taylor’s Version)             | Тейлор Свифт        | [ 106 ]         |
| 16 декабря  | The World EP.Fin: Will              | Ateez               | [ 107 ] [ 108 ] |
| 23 декабря  | Pink Friday 2                       | Ники Минаж          | [ 34 ] [ 109 ]  |
| 30 декабря  | 1989 (Taylor’s Version)             | Тейлор Свифт        | [ 110 ] [ 111 ] |

### Комментарии
1. ↑  1 апреля 2023 года благодаря начавшемуся концертному туру The Eras Tour рекорд установила Тейлор Свифт: сразу 7 её альбомов находились в Топ-40 хит-парада Billboard 200, чего не было при жизни ни у кого в истории чарта:
№ 3 – Midnights;
№ 13 – Lover;
№ 14 – Folklore;
№ 19 – 1989;
№ 22 – Red (Taylor’s Version);
№ 26 – Reputation;
№ 31 — Evermore. Кроме того, ещё два альбома вошли в сотню лучших: № 52 — Fearless (Taylor’s Version) и № 69 — Speak Now[10].
2. ↑  6 мая 2023 года благодаря начавшемуся концертному туру The Eras Tour рекорд установила Тейлор Свифт: сразу 8 её альбомов находились в Топ-40 хит-парада Billboard 200 (и все в Топ-30), чего не было ни у кого в истории чарта:
№ 3 – Folklore: The Long Pond Studio Sessions;
№ 4 – Midnights;
№ 10 – Lover;
№ 12 – Folklore;
№ 21 – 1989;
№ 23 – Reputation;
№ 27 – Red (Taylor’s Version);
№ 29 — Evermore. Кроме того, ещё два альбома вошли в сотню лучших: № 41 — Fearless (Taylor’s Version) и № 66 — Speak Now[13].
3. ↑  20 мая 2023 года все 10 студийных альбомов Тейлор Свифт впервые одновременно вошли в Топ-200:
№ 3 – Midnights;
№ 7 – Lover;
№ 12 – Folklore;
№ 21 – Speak Now;
№ 22 – 1989;
№ 23 – Red (Taylor's Version);
№ 24 – Reputation;
№ 28 – Evermore;
№ 33 – Fearless (Taylor's Version);
№ 200 – Taylor Swift[16].
4. ↑  Ранее Свифт лидировала более 5 недель с альбомами Speak Now (6 недель на № 1 в 2010—2011 годах), Red (7, 2012—13), 1989 (11, 2014—15), Folklore (8, 2020). Другие лидеры Свифт: Reputation (4, 2017), Lover (альбом) (1, 2019), Evermore (4, 2020—21), Fearless (Taylor’s Version) (2, 2021), Red (Taylor’s Version) (1, 2021)[19].
5. ↑  Между Альпертом и Свифт только один другой музыкант поместил в топ-10 одновременно как минимум четыре альбома, и это был Принс после своей смерти в 2016 году, когда в топ-10 от 14 мая 2016 года попали пять его альбомов. На той неделе Принс воцарился в топ-10 с альбомом The Very Best of Prince (№ 2), саундтреком Purple Rain (вместе с группой The Revolution, №3), The Hits/The B-Sides (№4), Ultimate (№ 6) и 1999 (№ 7). Свифт также является единственной женщиной с четырьмя альбомами в первой десятке одновременно с тех пор, как в августе 1963 года Billboard 200 был объединён из ранее существовавших отдельных чартов моно- и стереоальбомов в один всеобъемлющий список[22].